# Pura Luhur Batukaru

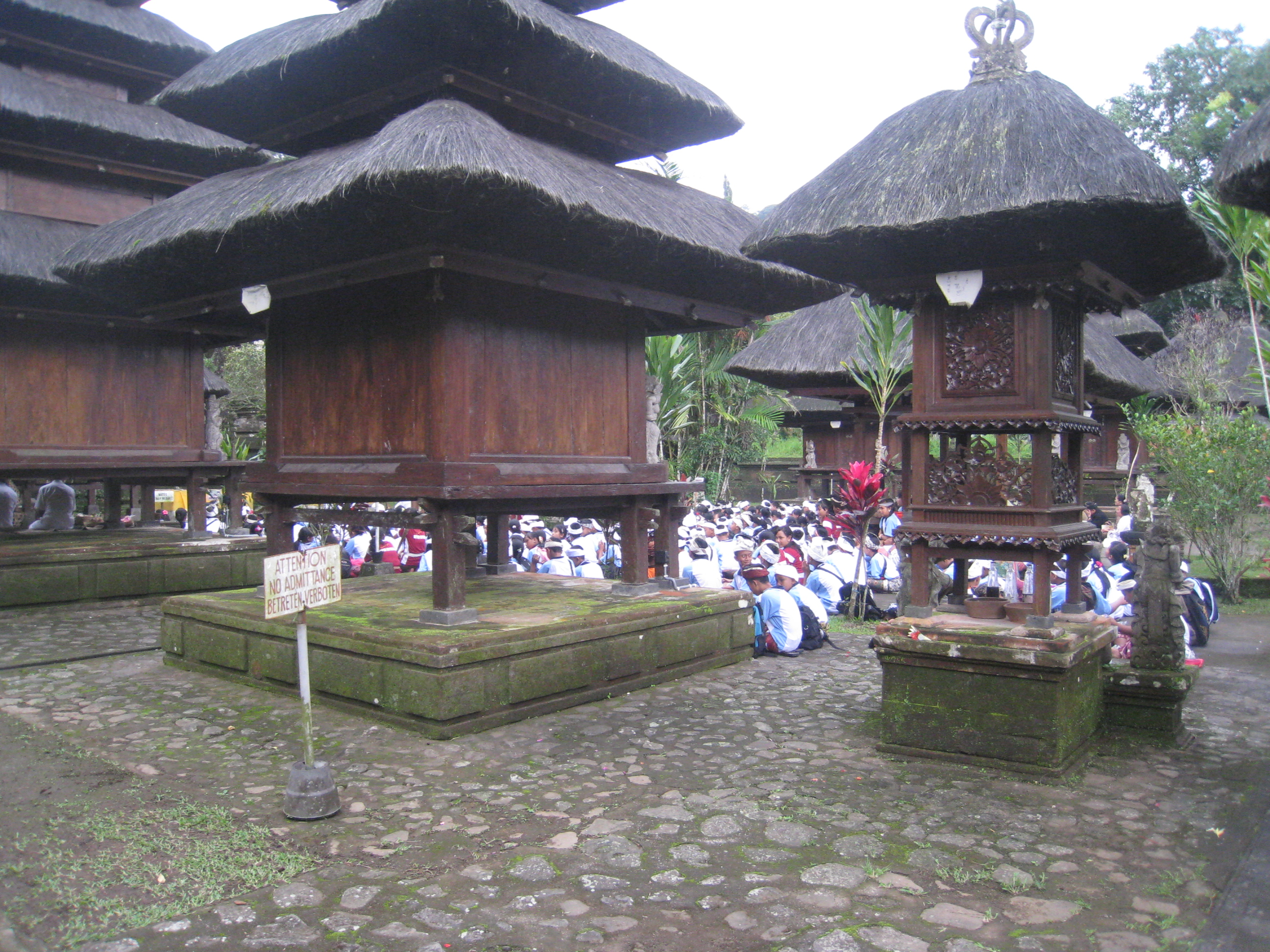
Pura Luhur Batukaru

Pura Luhur Batukaru ist eine Tempelanlage in Tabanan auf der indonesischen Insel Bali. Der Gebäudekomplex steht in 817 m Höhe auf den südlichen Ausläufern des Mount Batukaru, Balis zweithöchstem Vulkan. Der Tempel ist einer von Balis sechs Nationalheiligtümern und zählt zu den neun die Insel vor teuflischen Geistern schützenden „Kayangan Jagat“. Ursprünglich im 11. Jahrhundert errichtet, war die Anlage den Vorfahren der Rajas gewidmet. 1604 wurde der Tempel zerstört und 1959 wieder aufgebaut.
Der größte Schrein des Tempels ist ein siebenstufiger Meru, der Mahadewa gewidmet ist, dem „Geist des Berges“ Batukaru. Zur Anlage gehört auch ein rechteckiger See mit einer Badestelle für rituelle Waschungen; sowohl der See als auch die ihn speisende Quelle gelten als heilig und heilend, im See selber zu baden ist streng verboten.
Die bewachsene und teilweise bemooste Tempelanlage ist eine heilige Stätte der balinesisch-hinduistische Bevölkerung. Viele Bereiche der Anlage sind bei feierlichen Anlässen und Zeremonien für Touristen gesperrt. Die Tempelanlage befindet sich am ersten Zwischenstopp auf dem Gipfelanstieg zum Mount Batukaru. Eine Pilgerfahrt zum Gipfel mit tausenden Gläubigen findet einmal im Jahr statt.